# Azar Karadas
Azar Karadas (9 de agosto de 1981) es un futbolista noruego de ascendencia turca, se desempeña como delantero y actualmente juega en el Kasımpaşa SK turco.

## Clubes
| Club              | País       | Años        |
| ----------------- | ---------- | ----------- |
| SK Brann          | Noruega    | 1999 - 2002 |
| Rosenborg BK      | Noruega    | 2003 - 2004 |
| SL Benfica        | Portugal   | 2004 - 2005 |
| Portsmouth FC     | Inglaterra | 2005 - 2006 |
| FC Kaiserslautern | Alemania   | 2006 - 2007 |
| SK Brann          | Noruega    | 2007 - 2009 |
| Kasımpaşa SK      | Turquía    | 2009 -      |

## Palmarés
Rosenborg BK
- Tippeligaen: 2002-03
- Copa de Noruega: 2003

SL Benfica
- Copa de Portugal: 2005